# 備北粉化工業
備北粉化工業株式会社（びほくふんかこうぎょう）は、岡山県新見市に本社を置く石灰石・炭酸カルシウムメーカーである。

## 概要
1942年（昭和17年）に加藤斉が岡山県新見市で備北製粉化学工業所を発足させたのが始まりであり、1947年（昭和22年）に備北粉化工業株式会社に組織変更する。
創業当初は食品業界向けのカルシウム販売が主だったが、化学業界や製紙業界向けの塗料・顔料材料の開発を進めていき、1957年（昭和32年）に超微粒子炭酸カルシウムの量産化に成功する。1983年（昭和58年）にスイスのPLUSS-STAUFERと技術提携して湿式重質カルシウムの量産化を開始、1988年（昭和63年）には月間生産能力14,000トンにまで伸び、日本国内における生産能力シェア1位となる。
自社鉱山として唐櫃鉱山（岡山県新見市）、大滝根鉱山（福島県田村市）を所有しており、唐櫃鉱山は2024年（令和6年）に全国鉱山保安表彰（経済産業大臣賞）を受賞している。

## 拠点
- 本社 - 岡山県新見市西方704
- 哲多工場 - 岡山県新見市哲多町本郷885
- 唐櫃鉱山 - 岡山県新見市哲多町本郷880-3
- 大滝根鉱山 - 福島県田村市大越町上大越字大平140